# Puerto de Riga
El Puerto de Riga (en letón: Rīgas osta) es un puerto controlada por la Autoridad Portuaria de Riga (Puerto Libre de Riga), en la capital del país europeo de  Letonia. El puerto franco está situado en las orillas del río Daugava que cubre unos 15 kilómetros (9 millas) de longitud. La Autoridad del puerto libre de Riga se encuentra en ubicada en el Bulevar 12 Kalpaks. se trata del puerto más grande a nivel nacional y está abierto para la navegación durante todo el año.
La longitud de atraque total de 13 818 m, el calado máximo para un buque en el muelle es de  12,2 metros. La Zona del puerto libre tiene una capacidad de manejo de carga en su terminal de 45.000.000 toneladas por año.

## História

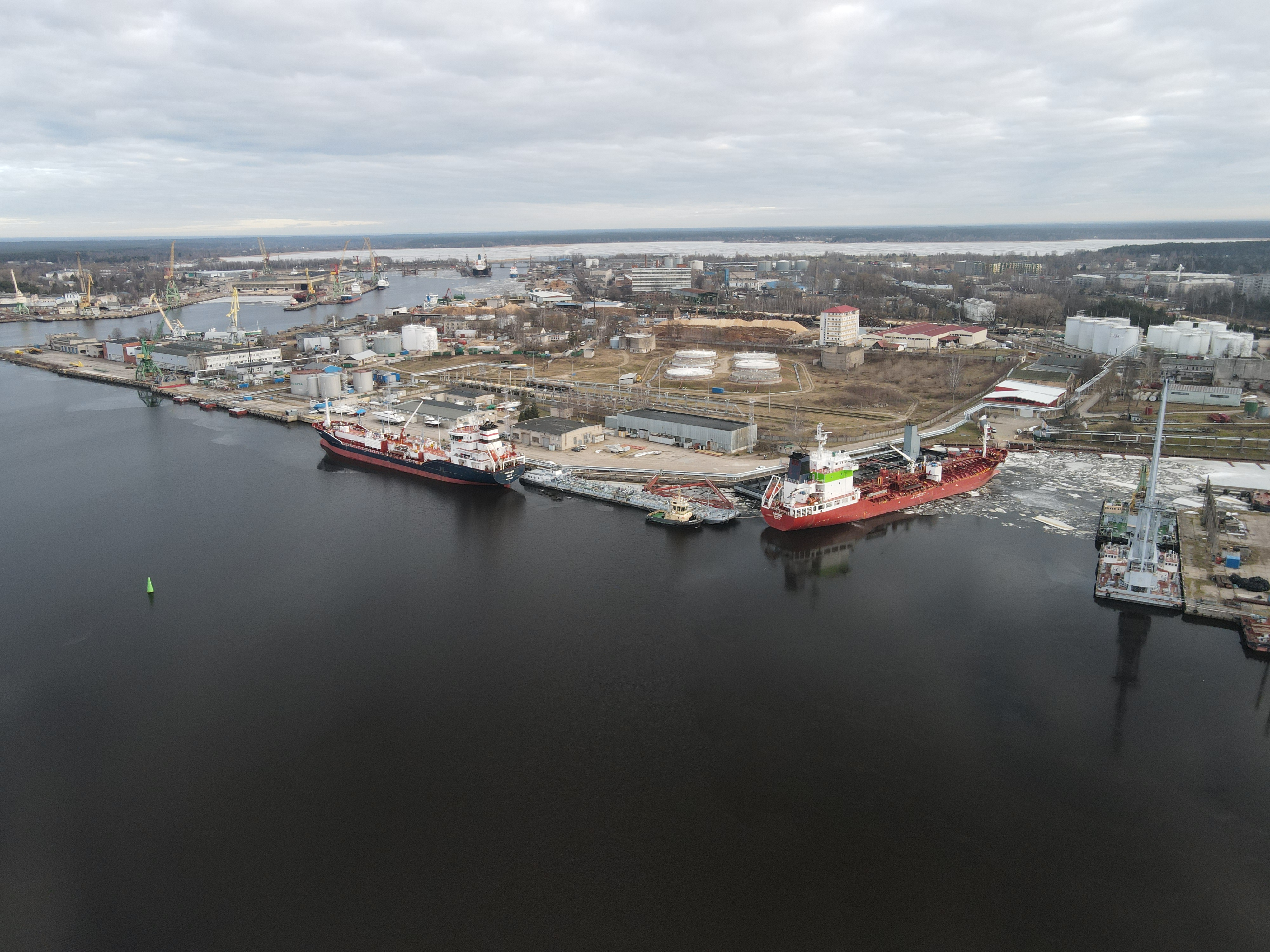
Vista aérea del puerto de Riga.

Desde su fundación, Riga fue principalmente un punto de comercio y transbordo, por lo que su desarrollo estuvo directamente relacionado con el comercio marítimo. El primer puerto de asentamiento fue el llamado lago de Riga, una prolongación del río Daugava .
A finales del siglo XV y principios del XVI, el puerto principal de la ciudad se trasladó al río Daugava. La base del comercio de mercancías en ese momento eran los tejidos, el metal, la sal y el pescado. En el siglo y medio siguiente, la ciudad pasó sucesivamente a manos de la Rzeczpospolita (1582),ref>Богуславский В. В., Куксина Е. И. (2001). «Статья «Ям-Запольский договор»». Славянская энциклопедия. Киевская Русь — Московия 2. М.: Олма-Пресс. p. 749. ISBN 5-224-02249-5.</ref> Suecia (1629)y el Imperio ruso (1721). En el Imperio ruso, el puerto jugó un papel importante, ocupando a principios del siglo XX el tercer lugar entre los puertos del estado en términos de comercio exterior y el primero en exportaciones de madera. En cada una de las guerras mundiales, la ciudad cayó bajo la ocupación alemana; antes de eso, el equipo portuario fue evacuado y algunos edificios fueron destruidos. Durante los años del poder soviético, el puerto se amplió: la terminal de contenedores, construida a principios de los años 80 en la isla de Kundziņsala, en el momento de la puesta en funcionamiento era una de las más grandes de la URSS.
Con la adopción de la independencia de Letonia, comienza la historia moderna del puerto.

## Rotación portuaria
| Año                                                | 2005    | 2006    | 2007    | 2008    | 2009    | 2010    | 2011    | 2012    | 2013    | 2014    | 2015    | 2016    | 2017    | 2018  | 2019  | 2020  |
| -------------------------------------------------- | ------- | ------- | ------- | ------- | ------- | ------- | ------- | ------- | ------- | ------- | ------- | ------- | ------- | ----- | ----- | ----- |
| Volumen de negocios del puerto, miles de toneladas | 24429.1 | 25357.6 | 25932.8 | 29565.9 | 29723.4 | 30475.6 | 34072.1 | 36051.9 | 35466.7 | 41080.4 | 40055.8 | 37070.3 | 33674.7 | 36400 | 32800 | 23700 |